# 페트롭스키 스타디움
페트롭스키 스타디움(러시아어: Стадион «Петровский»)은 러시아 상트페테르부르크에 위치한 축구 경기장이다. 1925년 7월 26일에 개장하였으며 수용 인원은 21,504명이다. 1994년부터 2017년까지 FC 제니트 상트페테르부르크의 홈 구장으로 사용되었다.

## 사진

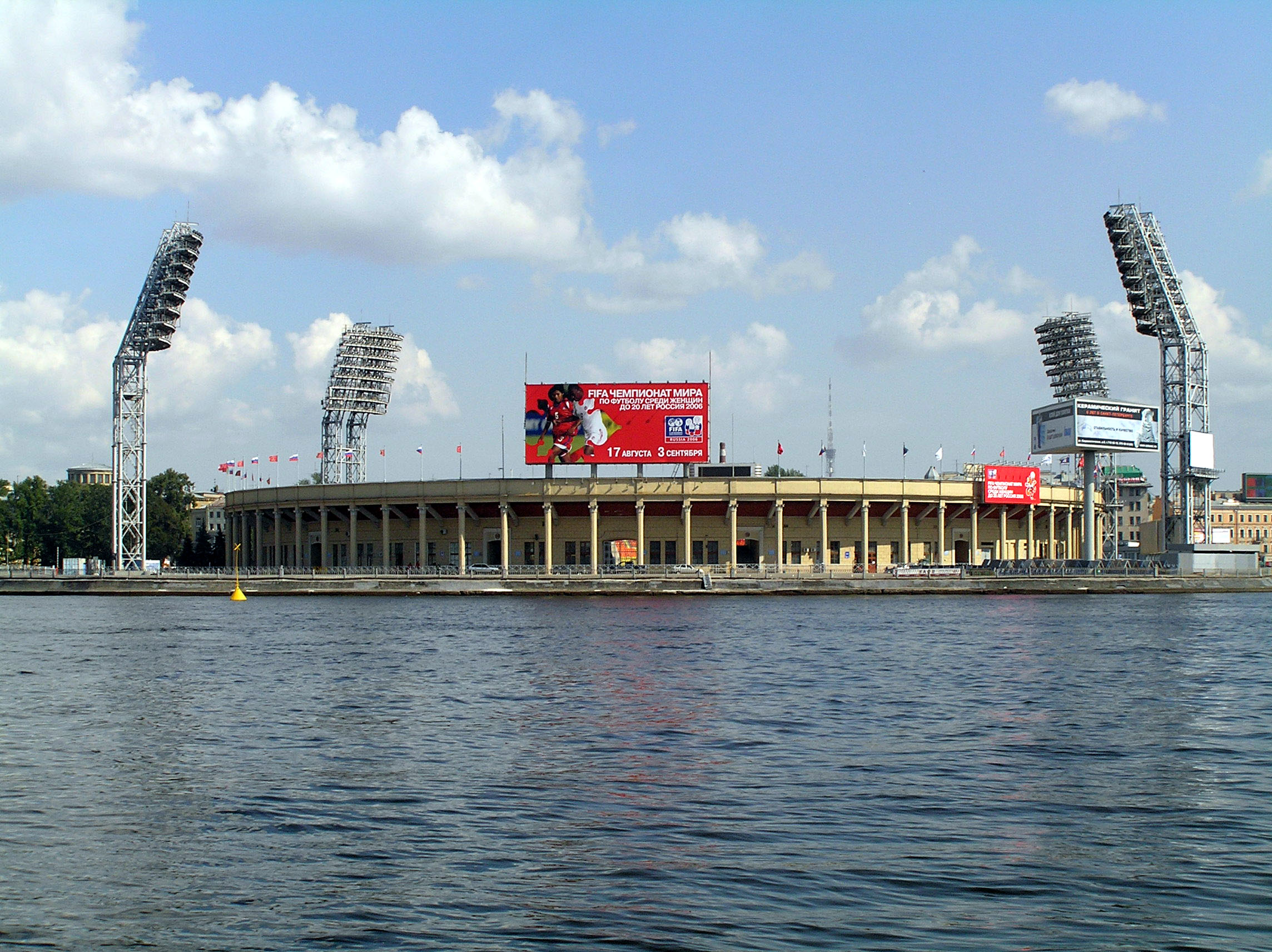
정면에서 본 경기장의 모습
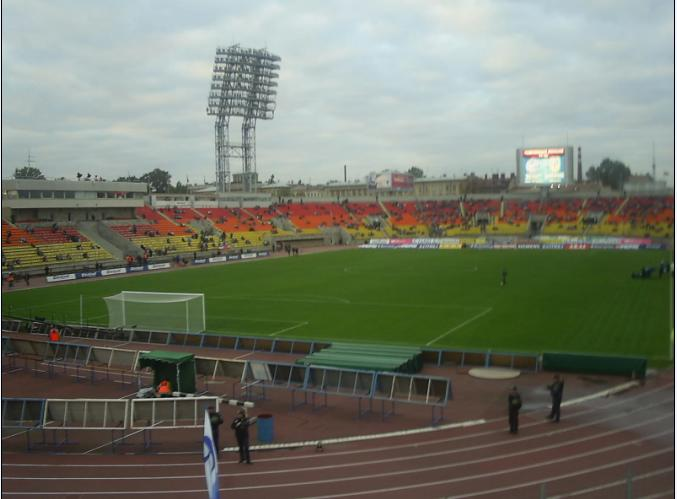
경기장 내부 전경
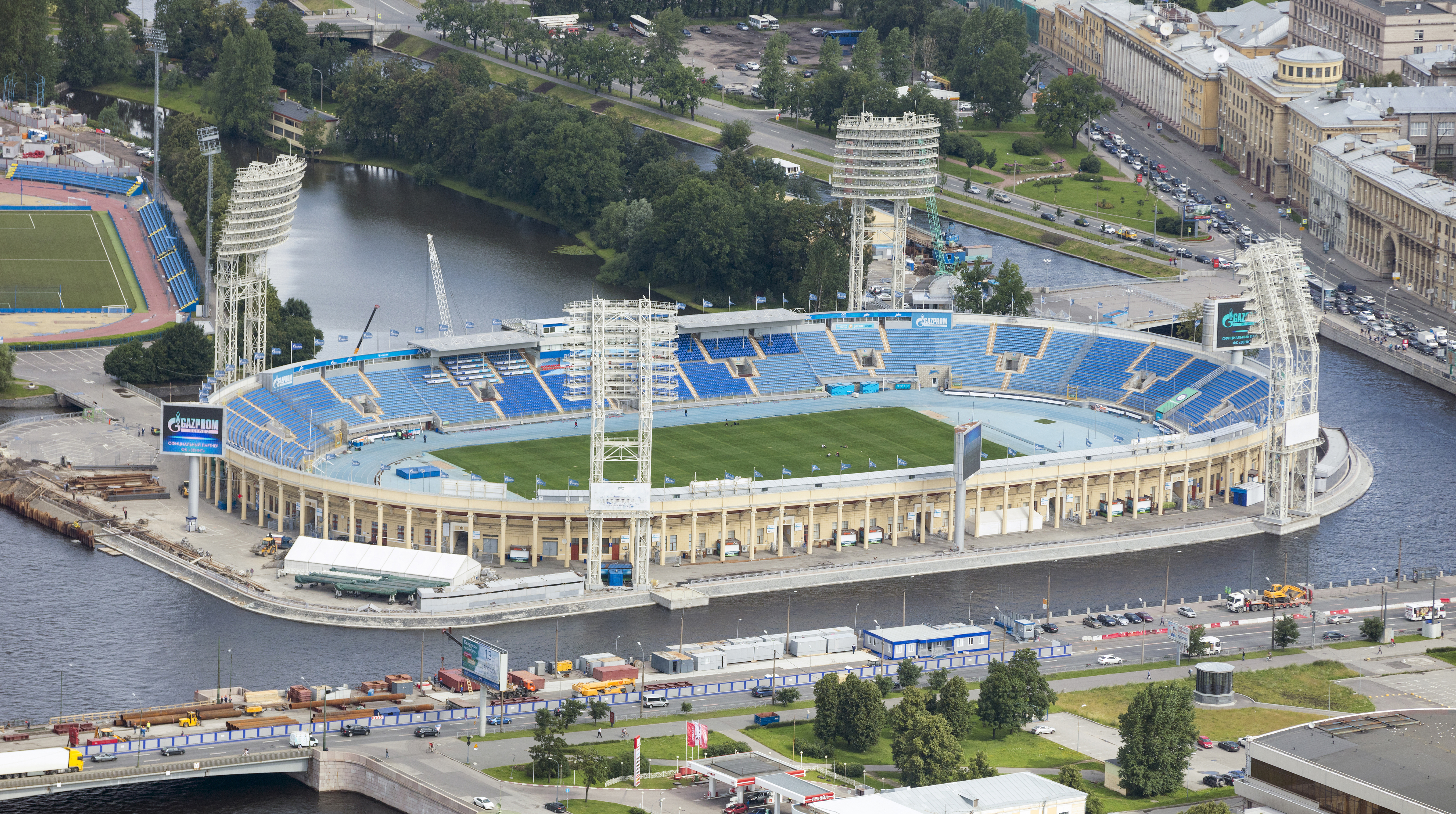